# 馬德里 (密蘇里州)
馬德里（英語：Madry）是位於美國密蘇里州巴里縣的非建制地區。

## 歷史
馬德里的郵局於1892年設立，其後於1918年停運。

## 地理
馬德里所處的海拔為高於海平面455米（即1493英呎），而該地所採用的時區為UTC-6，即北美中部時區（CST）。同時該地設有夏令時間，為UTC-6調快一小時，即UTC-5（CDT）。